# Phlegmariurus warneckei
Espèce
Phlegmariurus warneckei est une espèce de plantes de la famille des Lycopodiaceae et du genre Phlegmariurus, présente en Afrique tropicale.